# Mina Purnadżar
Mina Purnadżar (pers. مینا پورنجار; ur. ?) – irańska lekkoatletka, tyczkarka.

## Rekordy życiowe
- Skok o tyczce – 3,12 (2015) do 2016 rekord Iranu[1]